# هارلن کوبن
هارلن کوبن (انگلیسی: Harlan Coben؛ زادهٔ ۴ ژانویه ۱۹۶۲) یک نویسنده آمریکایی است که در سبک رمان‌های معمایی و مهیج کار می‌کند. در داستان‌های او معمولاً به رویدادها، قتل یا تصادف‌های مهیب گذشته اشاره می‌شود. در میان کارهای او، دو مجموعه وجود دارد که هرکدام یک شخصیت اصلی ثابت دارند و ماجراها در نیویورک و نیوجرسی رخ می‌دهند. از طرفی بعضی شخصیت‌ها در میان رمان‌هایش مشترک هستند.

## کودکی و تحصیلات
کوبن در یک خانواده یهودی در نیوارک نیوجرسی متولد شد و همراه با کریس کریستی دوره دبیرستان را در لیوینگستون به پایان رساند. او همراه با دن براون تحصیلات خود را در رشته علوم سیاسی کالج امهرست ادامه داد.

## مسیر حرفه ای
پس از اتمام تحصیلات دانشگاهی، کوبن در شرکت گردشگری پدربزرگش مشغول به کار شد.
سال سوم دانشگاه بود که کوبن متوجه شد می‌خواهد نویسنده شود. بیست و شش ساله بود که نخستین کتابش برای چاپ پذیرفته شد. اثر مهیج او با نام جعل مرگ در سال ۱۹۹۰ منتشر شد و بعد از آن، نوبت به درمان معجزه گر در سال ۱۹۹۱ رسید. سپس کوبن شروع به نگارش مجموعه ای مهیج کرد. شخصیت اصلی این سری داستانی، مایرون بولیتار است؛ بازیکن سابق بسکتبال که حالا دلال ورزشی شده و اغلب به بررسی پرونده‌های قتل مرتبط با مشتریانش می‌پردازد.
کوبن برنده جایزه ادگار، شیمس و آنتونی شده‌است. او نخستین نویسنده ای است که تمام این جوایز را در کارنامه خود دارد. بعلاوه او اولین نویسنده ای است که از او برای نوشتن داستان در نیویورک تایمز دعوت شده‌است. داستان کوتاه "کلیدی برای پدرم" در تاریخ ۱۵ ژوئن ۲۰۰۳ در این روزنامه چاپ شد.
بعد از خلق مجموعه مایرون بولیتار در سال ۱۹۹۵، کتاب "به هیچ کس نگو" در سال ۲۰۰۱ منتشر شد. در سال ۲۰۰۶ گیوم کنه از این داستان برای خلق یک فیلم فرانسوی استفاده کرد. پس از این، کوبن نه رمان دیگر نوشت. داستان "محکم بگیر" در ۱۵ آوریل ۲۰۰۸ منتشر شد که در بدو انتشار، رتبه یک لیست پرفروش‌های نیویورک تایمز را از آن خود کرد.
جدیدترین کتاب مجموعه مایرون بولیتار با نام "خانه" در ۲۰ سپتامبر ۲۰۱۶ چاپ شد. رمان «رهایم نکن» در سال ۲۰۱۷ در اختیار مخاطب قرار گرفت.
در مارس ۲۰۱۹، اثر جدید کوبن با نام "فرار کن" در اولین هفته انتشار، رتبه دوم لیست پرفروش‌های نیویورک تایمز را گرفت.

## زندگی شخصی
کوبن در ریجوود نیوجرسی زندگی می‌کند. همسرش، ان آرمسترانگ کوبن، پزشک اطفال است. این زوج چهار فرزند به نام‌های شارلوت، بنجامین، ویل و ایو دارند.

## تلویزیون
در سال ۲۰۱۵ یک مجموعه تلویزیونی کوتاه فرانسوی بر اساس کتاب آخرین شانس تهیه و پخش شد.
کوبن تهیه کنندگی درام جنایی بریتانیایی پنج را به عهده گرفت که در آوریل ۲۰۱۶ از شبکه اسکای وان پخش شد.
بعد از آن در ۱۰ می ۲۰۱۸، مجموعه تلویزیونی فرانسوی-بریتانیایی امن به تهیه کنندگی او در ۱۹۰ کشور دنیا عرضه شد.
در سال ۲۰۲۰ شبکه نتفلیکس از رمان غریبه او استفاده کرد و مجموعه ای تحت همین نام و با بازیگری ریچارد آرمیتاژ ساخت. در ژوئن ۲۰۲۰ نتفلیکس لهستان سریالی بر اساس رمان جنگل او ساخت و کوبن نیز بعنوان مدیر اجرایی تولید در آن حضور داشت.

## جوایز
کوبن در سال ۱۹۹۶ بخاطر Deal Breaker برنده جایزه انتونی در شاخه «بهترین داستان ابتکاری» شد. این رمان اولین جلد از مجموعه پنج جلدی مایرون بالیتار است. این کتاب در همین شاخه نامزد دریافت جایزه ادگار نیز شد. در سال ۱۹۹۷ کتاب Fade Away در شاخه «بهترین داستان ابتکاری» برنده جایزه شیمس و جایزه ادگار و نامزد جوایز انتونی و بری شد. در همان سال برای جایزه دیلیز نیز نامزد شد. رمان بعدی این مجموعه با نام Back Spin در سال ۱۹۹۸ جایزه بَری را برد و برای جوایز دیلیز و شیمس نامزد شد. در سال ۲۰۰۲ کتاب Tell No One برای دریافت جوایز انتونی، ماکاویتی، ادگار و بری نامزد شد. در سال ۲۰۱۰، رمان Live Wire جایزه پرسودترین داستان جنایی دنیا را با ارزش ۱۲۵هزار یورو برد.